# Banda Didá
A Associação Educativa e Cultural Didá é uma instituição cultural brasileira que mantém a Banda Didá (também conhecida como Didá Banda Feminina ou simplesmente Didá), uma banda musical de percussão exclusivamente feminina de Salvador, capital do estado brasileiro da Bahia. Foi fundada em 13 de dezembro de 1993 pelo músico Neguinho do Samba, com o apoio inicial do cantor Paul Simon. Apesar de ter sido criada pelo mesmo fundador do grupo Olodum, a Didá não mantém qualquer vínculo com ele. Como ressaltou em 2018 o jornal The New York Times, "o ambiente predominantemente masculino do carnaval soteropolitano teve suas tradições mudadas com a chegada da Didá no cenário musical da cidade".
Com cerca de oitenta componentes em 2019, além da banda a Didá mantém ações sociais e educativas visando a igualdade entre homens e mulheres. Seu nome "didá" é uma palavra iorubá que significa “o poder da criação”. Apenas mulheres têm acesso à sede e trabalhos do grupo, com exceção para meninos até os dez anos de idade; a maioria de seus professores são também mulheres.
Seu objetivo principal é dar às mulheres e crianças, a quem suas ações estão voltadas, melhores condições de vida através do binômio arte-educação, além de tratar de questões como a negritude. Sua sede fica num casarão à rua João de Deus, no bairro do Pelourinho.

## As bandas Didá e a instituição
Oficialmente a banda, cujo foco está no samba-reggae criado por seu fundador, está dividida em duas manifestações:
- a "Banda Show" ― composta de oito percussionistas, duas cantoras, baterista, saxofonista, trompetista, baixista, guitarrista e tecladista ― e que é dedicada às apresentações em palcos e viagens e;
- "Banda Peso" ― com dezenas de integrantes e voltada às apresentações de rua, como no Carnaval ou nos ensaios.[1]

Conscientes de sua atividade como musicistas, as integrantes reagem aos assédios que sofrem, adotando medidas que evitam seja a mulher tratada como objeto sexual. A banda teve participação em trabalhos de vários artistas, como no trio elétrico de Cláudia Leitte ou no DVD Canibália: Ritmos do Brasil, de Daniela Mercury (que tem várias outras parcerias com o grupo), além de Anitta e Cardi B na canção Me Gusta (com apresentação na edição de 2020 do prêmio MTV MIAW Brasil) e Marília Mendonça e Léo Santana na canção "Apaixonadinha" do álbum Todos os Cantos.
Na sua sede, a Didá oferece cursos de canto, dança, percussão, capoeira, línguas estrangeiras, corte e costura. A instituição mantém ainda uma pequena loja com a marca da Didá. Recebe apoio pontual de empresas como a Walmart, mas, por vezes passa dificuldades para manter seu funcionamento.

## Histórico
Antônio Luís Alves de Souza, o Neguinho do Samba, estava incomodado com a ausência de mulheres no ambiente da percussão em Salvador e fizera algumas tentativas de inseri-las no meio, sem sucesso. “Eu já tentei fazer um grupo de mulheres, só que não deu certo, umas engravidaram, outras os namorados começaram a bater para não vir, elas não vinham, com medo, outras as mães tiraram para não criar confusão e eu não sei não, viu?" ― ele teria dito.
Foi então que o cantor Paul Simon, após ter a participação de Neguinho no sucesso de seu disco de 1990 The Rhythm of the Saints, resolveu presenteá-lo com um carro importado, mas este recusou, expondo a Simon seu desejo de criar um "quartel-general das mulheres” em que estas pudessem ser finalmente introduzidas ao seu trabalho percussivo, indicando então um velho sobrado em ruínas no Pelourinho. O cantor comprou o imóvel e este passou a ser a sede definitiva do grupo Didá, fundado como uma organização não governamental que deu origem à banda.
Assim, reformado o casarão de três andares, Neguinho pôde finalmente concretizar seu projeto. No registro do jornal The New York Times: "A visão de Neguinho era de longo prazo: formar um grupo de percussão só feminino, mas também garantir a perenidade do grupo com oficinas gratuitas de confecção de instrumentos e aulas de música para mulheres e crianças da casa."
Sua primeira aparição pública aconteceu durante a Lavagem do Bonfim de 1994, quando se apresentou no Mercado Modelo despertando a curiosidade, surpresa, admiração e até comentários preconceituosos. Fato é que a inovação marcou a história da mulher na percussão baiana. Também teve em Adriana Portela "a primeira regente de um bloco afro na história de Salvador". A maestrina está no grupo desde sua formação, havendo participado junto a Neguinho de sua idealização; no começo os instrumentos que utilizavam eram emprestados do Olodum, e Portela registra que ali acontecera o primeiro episódio de preconceito contra a iniciativa: "Deu algum problema, falaram que o Neguinho do Samba estava fazendo coisa errada, que trabalhar com mulher era só dor de cabeça. Foi a primeira vez que a Didá enfrentou o machismo". Em 1997 o grupo acompanhou uma turnê de Caetano Veloso, Gilberto Gil e Gal Costa, fazendo ali sua estreia nacional.
Durante o encerramento da Copa do Mundo FIFA de 2014, a banda se apresentou ao lado de Shakira e Carlinhos Brown e, durante a transmissão televisiva do jogo entre o Brasil e Jamaica da Copa do Mundo FIFA de Futebol Feminino de 2019, um locutor de emissora brasileira, ignorando o histórico do grupo, chamou-as de "Olodum feminino"; na ocasião sua diretora e relações públicas, Viviam Caroline de Jesus Queirós, ressaltou a completa independência daquele outro grupo e declarou que "A Didá é um projeto social que vem cuidando desse empoderamento feminino há 25 anos para, além de torcer, chamar atenção para a necessidade de essas mulheres receberem o apoio da sociedade, dos patrocinadores, da mídia. Não há por quê ter um tratamento tão diferenciado entre homens e mulheres dentro do esporte". Viviam, viúva de Neguinho do Samba, declarou em outra ocasião que “Depois que Neguinho morreu, o desafio sempre foi manter o projeto vivo, o que já é muito difícil”. A filha mais velha de Neguinho, Débora Souza, que preside a entidade e dela participa desde a fundação, declarou em 2021: "A Didá não é o Olodum feminino, a Didá foi criada por um homem que fez parte do Olodum. Essa comparação faz com que nos sintamos desvalorizadas. Sou apaixonada pelo Olodum e o grupo tem a história dele, que é uma história que eu bato palmas, assim como para a história da Didá".
Em 2011, quando a Didá participou no trio de Claudia Leitte, uma das cantoras do grupo, Carla Lis, declarou que “Não penso em sair da Didá. Aqui, descobri a minha relação com a música negra. Também descobri que sei puxar trio, cantar para multidão". Ela fora indicada em 2010 para o Troféu Dodô e Osmar como melhor cantora de bloco afro e, para atuar no Didá, teve que fazer aulas de canto, dança e percussão.
Em dezembro de 2019, a banda realizou um show para comemoração do 26.º aniversário com a participação de astros da música baiana como Margareth Menezes e Saulo Fernandes, e teve para o carnaval de 2020 o tema “Mãe Natureza Guerreira. Natureza Mãe Mulher”.